# Sokol Cikalleshi
Sokol Cikalleshi (Kavajë, el 27 de juliol de 1990) és un jugador de futbol d'Albània que juga com a davanter amb el Istanbul Başakşehir i la selecció albanesa.